# Phil Chang
Phil Chang Zhang Yu (cinese tradizionale: 張宇; cinese semplificato: 张宇; pinyin: Zhāng Yǔ; Taipei, 30 aprile 1967) è un cantante, compositore e conduttore televisivo taiwanese.
Al tempo in cui si laureò in servizi finanziari all'Università Feng Chia, era già conosciuto come abile cantante folk, pianista e chitarrista. Ha pubblicato il suo primo album, 走路有風, nel 1992, ed ha ottenuto il successo con il secondo album pubblicato, 用心良苦, nel 1993. Nel 1997 ha sposato quella che era sua partner da lungo tempo, la compositrice di testi Xiāo Huìwèn (che usa lo pseudonimo Shí Yīláng). Il suo album del 1999, 月亮太陽, è stato un altro grande successo.
Nel 2004 si è unito a Chang Hsiaoyan per condurre il programma televisivo Happy Sunday, al posto del gruppo femminile taiwanese S.H.E. Il 30 aprile 2007 ha iniziato a condurre il suo show personale sul canale satellitare TVBS-G.

## Discografia (album)
- 1992 走路有風, Piedi con il Vento
- 1993 用心良苦, Ben Intenzionato
- 1994 溫故知心, Intimo Intuizioni
- 1995 一言難盡, E 'una lunga storia
- 1996 消息, Notizie
- 1997 整個八月, Per Tutto Agosto
- 1997 溫古知新 (una persona in tempi antichi)
- 1998 EP 單戀一枝花, Amanti deo Fiori
- 1998 月亮太陽, Sole e Luna
- 1999 雨一直下, Cade la Pioggia
- 2000 prima raccolta: 奇蹟, Miracolo
- 2001 替身, Sostituto
- 2003 大丈夫, Se un Uomo
- 2004 不甘寂寞, Ansiosi
- 2005 seconda raccolta: 男人的好, Un Uomo Buono
- 2009 Torna a Chang Yu